# Шимберг
Шимберг (нім. Schimberg) — громада в Німеччині, розташована в землі Тюрингія. Входить до складу району Айхсфельд. Складова частина об'єднання громад Ерсгаузен/Гайсмар.
Площа — 29,33 км2. Населення становить 2151 ос. (станом на 31 грудня 2021).

## Галерея

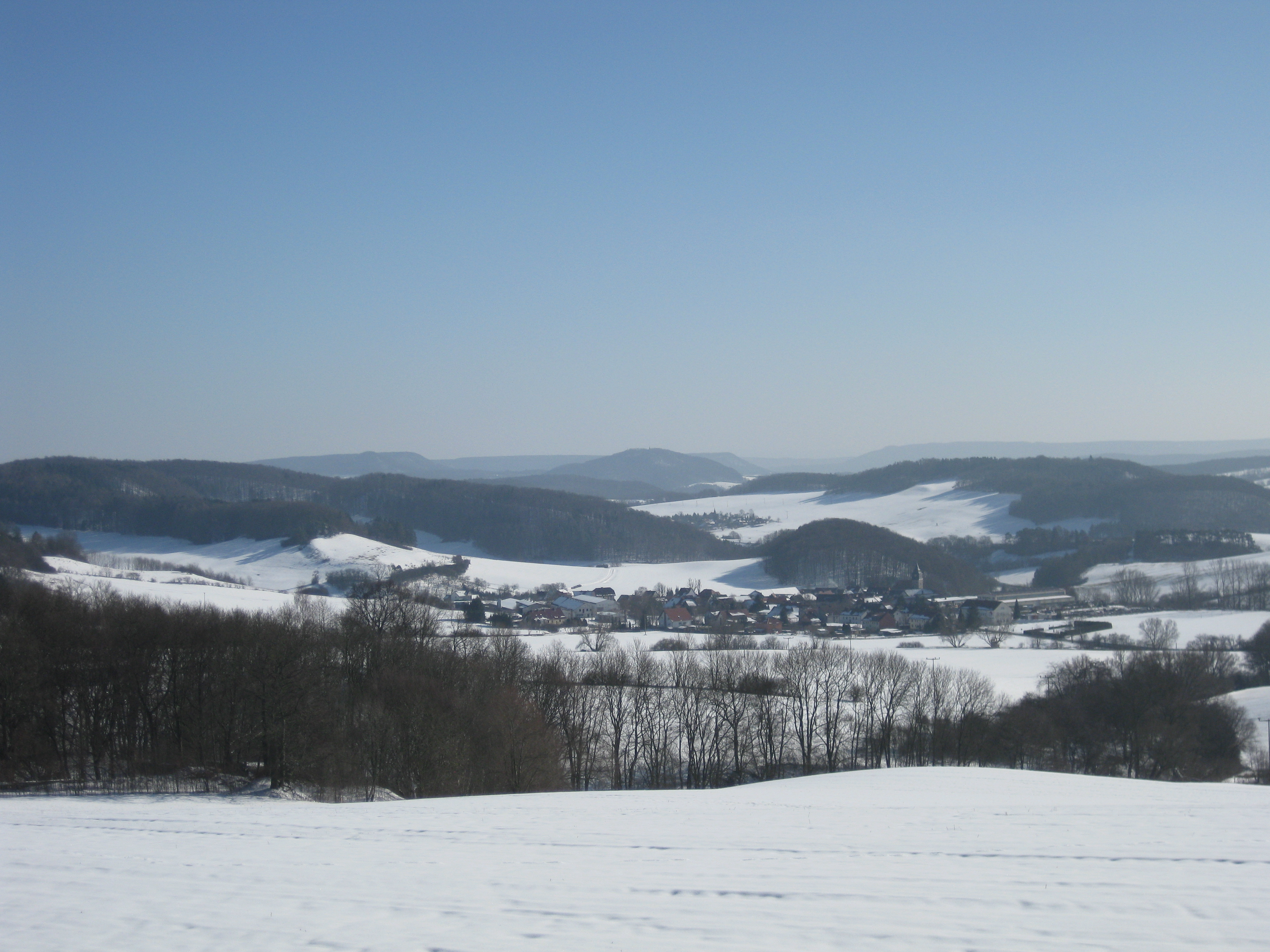
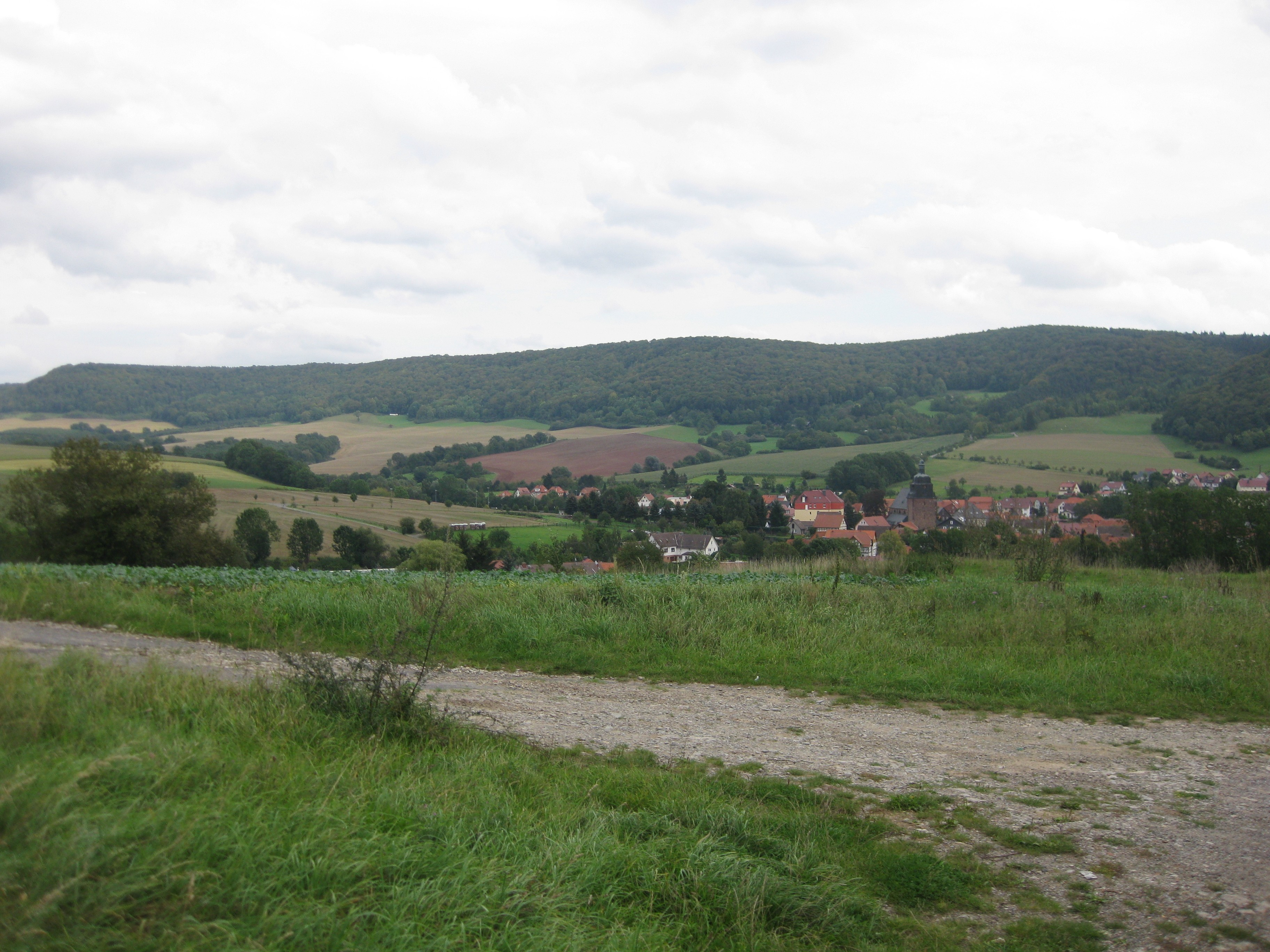
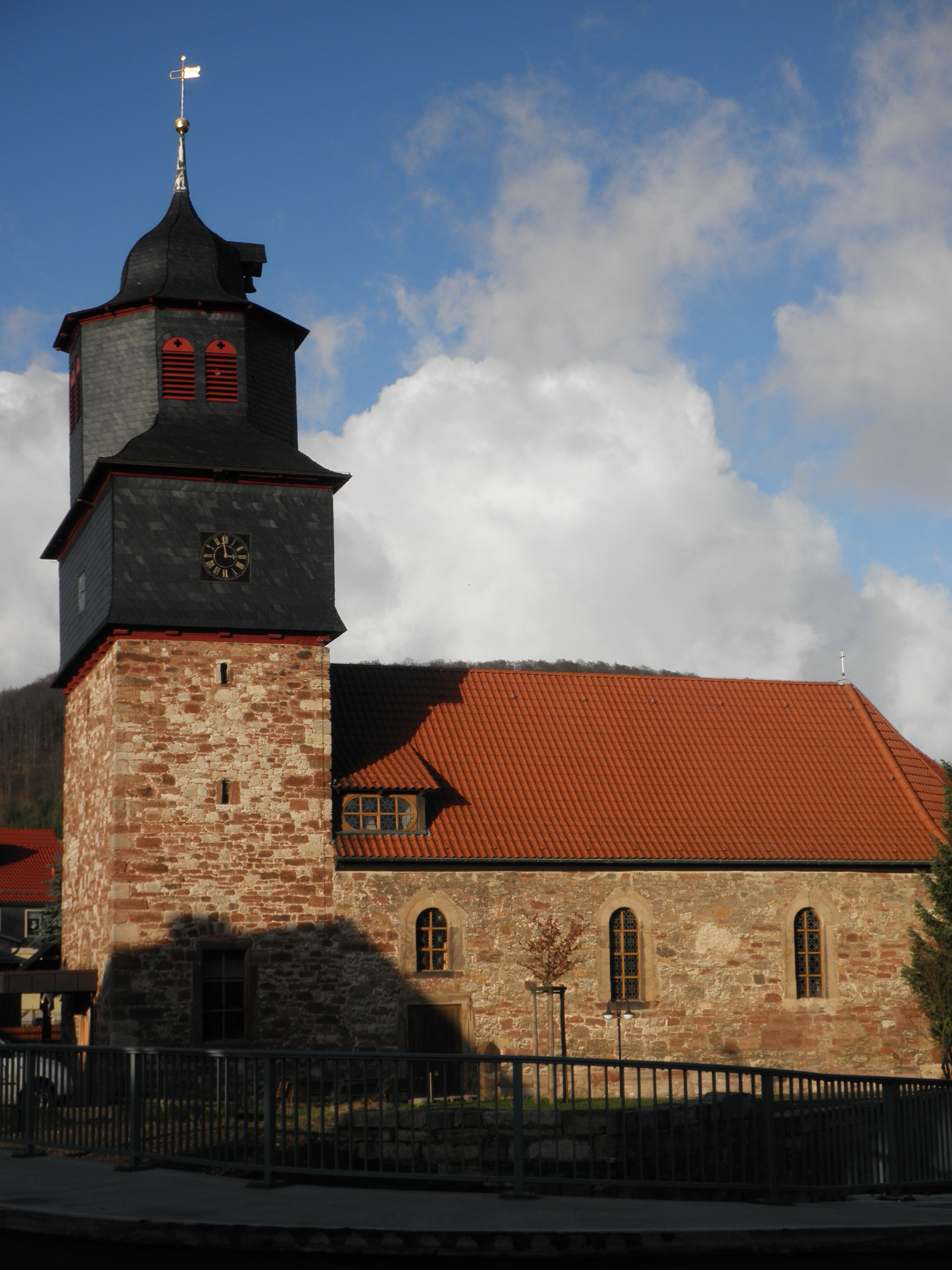